# 泛美航空292號班機空難
泛美航空292號班機是一班由馬提尼克法蘭西堡經安提瓜和巴布達聖約翰和波多黎各聖胡安飛往紐約的定期班機。1965年9月17日，一架波音707-121B在執行此班機時撞上昌色斯峰墜毀，機上30人全部遇難。

## 涉事航機
事故中墜毀的波音707由泛美航空營運，註冊編號為N708PA，被命名為“快帆憲法號”（Clipper Constitution），是第一架量產的波音707，1957年12月20日首飛，其後被波音公司用於試飛，次年11月交付給泛美航空。

## 事故經過
PA292號班機由法蘭西堡機場起飛，經聖約翰和聖胡安飛往紐約。機上共載有21名乘客和9名機組人員。飛機在暴風雨中向維爾伯德國際機場進近，在海拔2,760英尺（841米）處撞上高達3,002英尺（915米）的昌色斯峰並起火。事故的起因是飛行員在航行時因對飛機位置不確定而降至最小安全高度以下，從而使飛機墜毀。